# Butz (cráter de Puck)
Butz es un cráter de impacto en Puck, una luna de Urano. El nombre del cráter fue aprobado por la IAU en honor a Butz, un espíritu maligno germano. Fue descubierto en 1988 por la Voyager 2 junto a los otros 2 cráteres de la luna: Bogle y Lob.